# Christian Genest

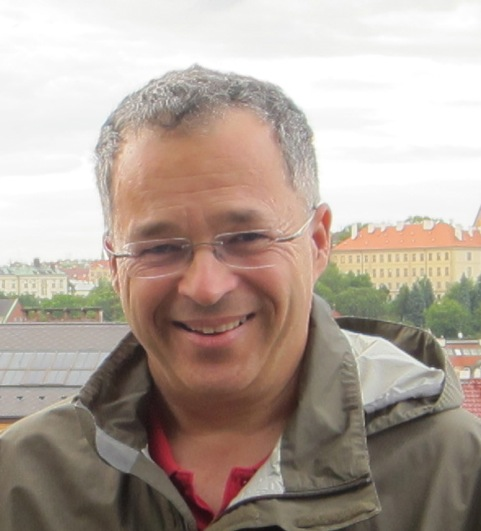
Christian Genest

Christian Genest (* 11. Januar 1957 in Chicoutimi, Kanada) ist ein kanadischer Professor im Departement für Mathematik und Statistik der McGill University (Montréal, Kanada) und Lehrstuhlinhaber des Canada Research Chair in Stochastic Dependence Modeling. Er ist Autor zahlreicher Forschungsarbeiten in multivariater Analyse, nichtparametrischer Statistik, Extremwerttheorie und Multikriterienanalyse. Für seine wissenschaftlichen Leistungen erhielt er in 2011 die Goldmedaille der Statistical Society of Canada (SSC). 2015 wurde er zum Fellow der Royal Society of Canada gewählt.

## Leben
Genest wurde in Kanada geboren. An der Université du Québec à Chicoutimi (B.Sp.Sc., 1977) und der Université de Montréal (M.Sc., 1978) studierte er Mathematik, bevor er an der University of British Columbia (Ph.D., 1983) in Statistik promovierte. Seine Doktorarbeit "Towards a Consensus of Opinion", die er unter der Aufsicht von James V. Zidek anfertigte, brachte ihm 1984 den Pierre Robillard Award der Statistical Society of Canada (SSC) ein.
Nach seiner Promotion war Christian Genest von 1983 bis 1984 Postdoktorand und Gastjuniorprofessor an der Carnegie Mellon University (Pittsburgh, PA). Von 1984 bis 1987 war er Juniorprofessor am Lehrstuhl für Statistik und Aktuarswissenschaften an der University of Waterloo (Waterloo, ON). Danach wurde er an die Universität Laval (Québec, QC) berufen, wo er 1989 zum außerordentlichen Professor und 1993 zum Professor wurde. In 2010 wechselte er an die McGill University (Montréal, QC) und war von 2012 bis 2015 Direktor des Institut des sciences mathématiques du Québec.

## Leistungen
Christian Genest ist bekannt dafür, statistische Modelle und Inferenzmethoden zu entwickeln, um Abhängigkeiten von Variablen mit Hilfe von Copulas zu untersuchen. Er hat unter anderem verschiedene Techniken erfunden, um copulabasierte Modelle mittels rangbasierter Methoden auszuwählen, zu schätzen und zu überprüfen. Seine methodischen Beiträge zur mehrdimensionalen Analysis und Extremwerttheorie finden zahlreiche praktische Anwendungen u. a. im Finanzwesen, der Versicherungswirtschaft und in der Hydrologie.
Während seiner ganzen wissenschaftlichen Laufbahn lieferte Christian Genest bedeutende Beiträge dazu, wie man Expertenmeinungen benutzt und verknüpft, sowie zu Methoden des Paarvergleichs, die dazu dienen, Rangfolgen in der Multikriterienanalyse festzulegen. Er ist Autor und Mitautor von über 200 wissenschaftlichen Veröffentlichungen, von denen mehr als die Hälfte in von Experten begutachteten Zeitschriften erschienen. Ein Teil seiner Arbeit befasst sich auch mit der Geschichte von Statistik und Szientometrie. Christian Genest hat über 300 eingeladene Vorträge gehalten, inklusive über 75 Präsentationen für die breite Öffentlichkeit.

## Auszeichnungen und Preise
Christian Genest erhielt 1999 als Erster den CRM-SSC Preis. Im gleichen Jahr wurde ihm den SUMMA Research Award der Universität Laval verliehen. 2011 zeichnete ihn die Statistical Society of Canada mit der prestigeträchtigsten Auszeichnung, der Goldmedaille „in Anerkennung seiner bemerkenswerten Beiträge zu der multivariaten Analysis und nichtparametrischen Statistik, insbesondere für die Entwickelung von Modellen und Inferenzmethoden, um stochastische Abhängigkeiten zu untersuchen,  Expertenmeinungen mit mehrkriteriellen Entscheidungsfindungsprozessen zu verbinden, sowie deren Anwendungen in diversen Bereichen wie im Finanzwesen, der Versicherungswirtschaft sowie Hydrologie.“ Christian Genest ist seit 1996 Fellow der American Statistical Association, seit 1997 Fellow des Institute of Mathematical Statistics und seit 2012 Ehrenmitglied der Association des statisticiennes et statisticiens du Québec. 2015 wurde er zum Fellow der Royal Society of Canada gewählt und er erhielt 2019 den Humboldt-Forschungspreis der Alexander-von-Humboldt-Stiftung. 2020 erhielt er den John L. Synge Award, für 2023 wurde ihm der CRM-Fields-PIMS Prize zugesprochen.

## Ehrenamtliche Tätigkeiten
Christian Genest hat der statistischen Gemeinschaft in vielfacher Hinsicht gedient. Unter anderem war er Präsident der Statistical Society of Canada (2007–2008) und Präsident der Association des statisticiennes et statisticiens du Québec (2005–2008). Er saß mehrere Jahre im Beirat für statistische Methoden von Statistics Canada sowie im Redaktionsvorstand mehrerer wissenschaftlicher Zeitschriften, einschließlich The Canadian Journal of Statistics (1988–2003), das Journal de la Société française de statistique (1999–2008) sowie das Journal of Multivariate Analysis (2003-). Außerdem war er Chefredakteur von The Canadian Journal of Statistics (1998–2000), Chefredakteur von Journal of Multivariate Analysis (2015–2019) und Gastredakteur verschiedener Bücher und Spezialausgaben wissenschaftlicher Zeitschriften, davon zwei in Insurance: Mathematics and Economics (2005, 2009). Seine vielen Beiträge brachten ihm bereits 1997 den Verdienstorden der Statistical Society of Canada ein.

## Sonstiges
Christian Genest ist mit Johanna Nešlehová, ordentliche Statistikprofessorin an der McGill University (Montréal, QC), verheiratet. Eine seiner Schwestern, Sylvie Genest, ist Professor an der Fakultät für Geisteswissenschaften an der Université du Québec à Montréal. Er hat vier Kinder (Marianne, Arnaud, Vincent, Richard); sein Sohn Vincent Genest ist mathematischer Physiker und Autor vieler wissenschaftlichen Arbeiten.